# Asianopis ravida
Espèce
Synonymes
- Dinopis ravidus L. Koch, 1878
- Deinopis ravida L. Koch, 1878

Asianopis ravida est une espèce d'araignées aranéomorphes de la famille des Deinopidae.

## Distribution
Cette espèce est endémique du Queensland en Australie. Elle se rencontre vers Gayndah.

## Description
La carapace de la femelle holotype mesure 7 mm et l'abdomen 14 mm.

## Systématique et taxinomie
Cette espèce a été décrite sous le protonyme Deinopis ravida par L. Koch en 1878. Elle est placée dans le genre Asianopis par Chamberland, Agnarsson, Quayle, Ruddy, Starrett et Bond en 2022.

## Publication originale
- L. Koch, 1878 : Die Arachniden Australiens. Nürnberg, vol. 1, p. 969-1044 (texte intégral).